# Christine Keeler
Christine Keeler, född 22 februari 1942 i Uxbridge i Greater London, död 4 december 2017 i Locksbottom i Bromley utanför London, var en brittisk modell och striptease-dansös som stod i centrum under den så kallade Profumoaffären år 1963.

## Biografi

### Bakgrund
Keeler föddes i London-förorten Uxbridge men växte upp i Wraysbury i Berkshire. Som femtonåring rymde hon hemifrån och begav sig till London, där hon arbetade som modell och som strippa på en klubb i Soho. När hon var 16 år födde hon ett barn, som dog strax efter förlossningen. Hon flyttade sedan samman med en man vid namn Stephen Ward, men det sägs att det inte var någon kärleksaffär utan mer en affärsrelation där Ward tillvaratog både sina egna och den attraktiva Christines intressen.

### Profumoaffären
Keeler inledde 1961 ett förhållande med den brittiske konservative politikern John Profumo, dåvarande krigsminister i Harold Macmillans regering. Samtidigt hade hon ett förhållande med marinattachén vid Sovjetunionens ambassad i London, Jevgenij Ivanov.
När förhållandet avslöjades, ljög Profumo inför det brittiska underhuset den 22 mars 1963, då han hävdade att inga "oanständigheter" förekommit mellan honom och Keeler. Han erkände sedan sin lögn och avgick den 5 juni samma år. Händelsen, som kallas Profumoaffären, var en av sin tids största politiska skandaler i Storbritannien och bidrog starkt till regeringen Macmillans fall.
Keeler arresterades den 5 september 1963, anklagad för mened i en rättegång som hade anknytning till Profumoaffären. Denna rättegång gällde hennes före detta älskare, en man från Jamaica, samt hennes "sambo" Stephen Ward. Den senare anklagades för att ha tjänat pengar på Keelers prostitution. Ward begick självmord under rättegångens sista dag.

### Efter Profumo
Keeler satt i fängelse i nio månader. Hon var efter det bosatt i norra London och sade sig inte riktigt ha förstått vad som hände.
Hon avled 2017 i sviterna av KOL.

## Källhänvisningar
1. ↑  https://www.theguardian.com/uk-news/2017/dec/05/christine-keeler-obituary
2. ↑  "Profumoaffären". NE.se. Läst 31 juli 2014.
3. ↑  The Guardian: "Christine Keeler... dies"